# Nouria Mérah-Benida
Nouria Mérah-Benida - (19 de octubre de 1970 en Argel) es una atleta argelina especialista en pruebas de media distancia que se proclamó campeona olímpica de los 1.500 metros en los Juegos de Sídney 2000.
Participó en los Campeonatos del Mundo de Atenas 1997 y Sevilla 1999, aunque no logró clasificarse para las finales.
Sus primeros éxitos llegaron en los Juegos Africanos de Johannesburgo 1999, donde logró dos medallas de plata en 800 y 1.500 metros, tras la mozambiqueña María Mutola y la etíope Kutre Dulecha respectivamente.
En los Juegos Olímpicos de Sídney 2000 dio la gran sorpresa ganando la medalla de oro de los 1.500 metros con 4:05,10 por delante de las rumanas Violeta Szekely (plata con 4:05,15) y Gabriela Szabo (bronce con 4:05,27) Mérah-Benida se benefició del ritmo lento en que transcurrió la prueba para superar a sus rivales en los últimos metros.
Ese mismo año 2000 ganó los 1500 m y fue plata en los 800 m de los Campeonatos de África celebrados en Argel.
Después de ese año no volvió a obtener resultados destacables hasta los Campeonatos de África de 2006 celeberados en Bambous, Mauricio, donde ganó el oro en los 1500 m y el bronce en los 800 metros.

## Marcas personales
- 800 metros - 1:58,68 (Argel, 6 de agosto de 2000).
- 1.500 metros - 3:59,12 (Mónaco, 18 de agosto de 2000).